# 4-ニトロアニリン
4-ニトロアニリン、または p-ニトロアニリン（パラニトロアニリン） は、有機化合物のひとつで、ベンゼンのパラ位の水素がアミノ基とニトロ基が置き換わった構造を持つ。色素や医薬品合成の中間体、酸化防止剤、ガソリンのガム状化防止剤、家禽の医薬品、腐食防止剤としての用途がある。

## 合成
下に 4-ニトロアニリンをアニリンから得る合成経路を示す。鍵となる段階はアニリン (1) からアセチル保護したアセトアニリド (2) のアミノ基のパラ位を、混酸によりニトロ化する芳香族求核置換反応である。このとき少量生じる副生物の 2-ニトロアセトアニリド (3a) を精製で除去し 4-ニトロアセトアニリド (3b) を得て、引き続きアセチル基を加水分解で脱保護して 4-ニトロアニリン (4b) を得る。
アニリンを直接ニトロ化しようとすると酸化による分解やアニリニウム塩形成による配向性の変化が起こる。これを防ぐためにアセチル保護が施される。

## 用途
4-ニトロアニリンは最初のアゾ色素として知られるパラレッドを合成する原料となる。

## 毒性
4-ニトロアニリンは被曝、誤飲、吸収によって毒性を示すため、取り扱いには注意を要する。ラットにおける半数致死量 (LD50、経口) は 750 mg/kg とする報告がある。強い甘味があるため第二次世界大戦後の混乱期には砂糖の代用品として使用され、多くの中毒者を生んだ。応急処置にはブドウ糖やビタミンC、メチレンブルーの静脈注射が有効である。特に水生生物にとって危険であり、汚染物質として洩れた場合に長期にわたる影響を残す可能性がある。